# Табак Форгета
Таба́к Форге́та (лат. Nicotiána forgetiána) — вид декоративных травянистых растений из рода Табак семейства Паслёновые (Solanaceae).

## Ботаническое описание
Прямостоячее ветвящееся растение 80—150 см высотой.
Листья крупные удлинённые, покрыты, как и стебли, железистыми волосками.
Красные душистые цветки колокольчатые, спайнолепестные (5 лепестков срослись при основании в длинную трубку), собраны на конце побега в метельчатое соцветие. Днём цветки закрываются.

## Распространение и экология
В природе распространён в Америке.
Был использован при создании всемирно известного декоративного гибридного табака Сандер.